# Локарн
Лока́рн (фр. Locarn, брет. Lokarn) — коммуна во Франции, находится в регионе Бретань. Департамент — Кот-д’Армор. Входит в состав кантона Ростренен. Округ коммуны — Генган.
Код INSEE коммуны — 22128.

## География
Коммуна расположена приблизительно в 430 км к западу от Парижа, в 135 км западнее Ренна, в 55 км к юго-западу от Сен-Бриё.

## Население
Население коммуны на 2016 год составляло 405 человек.
| 1962 | 1968 | 1975 | 1982 | 1990 | 1999 | 2008 | 2016 |
| ---- | ---- | ---- | ---- | ---- | ---- | ---- | ---- |
| 972  | 860  | 695  | 575  | 525  | 457  | 527  | 405  |

## Администрация
| Период | Период | Фамилия          | Партия        | Примечания  |
| ------ | ------ | ---------------- | ------------- | ----------- |
| 2001   | 2008   | Кристоф де Келан | Разные левые  | ремесленник |
| 2008   | 2014   | Брьёк Ле-Бозек   |               |             |
| 2014   |        | Иоанн Гийоссу    | Разные правые | фермер      |

## Экономика
В 2007 году среди 308 человек в трудоспособном возрасте (15—64 лет) 200 были экономически активными, 108 — неактивными (показатель активности — 64,9 %, в 1999 году было 66,1 %). Из 200 активных работали 177 человек (99 мужчин и 78 женщин), безработных было 23 (10 мужчин и 13 женщин). Среди 108 неактивных 24 человека были учениками или студентами, 42 — пенсионерами, 42 были неактивными по другим причинам.

## Достопримечательности
- Церковь Сен-Эрнен и кладбище (XVI век). Исторический памятник с 1926 года[3]
- Менгир Келленек (эпоха неолита)

## Фотогалерея

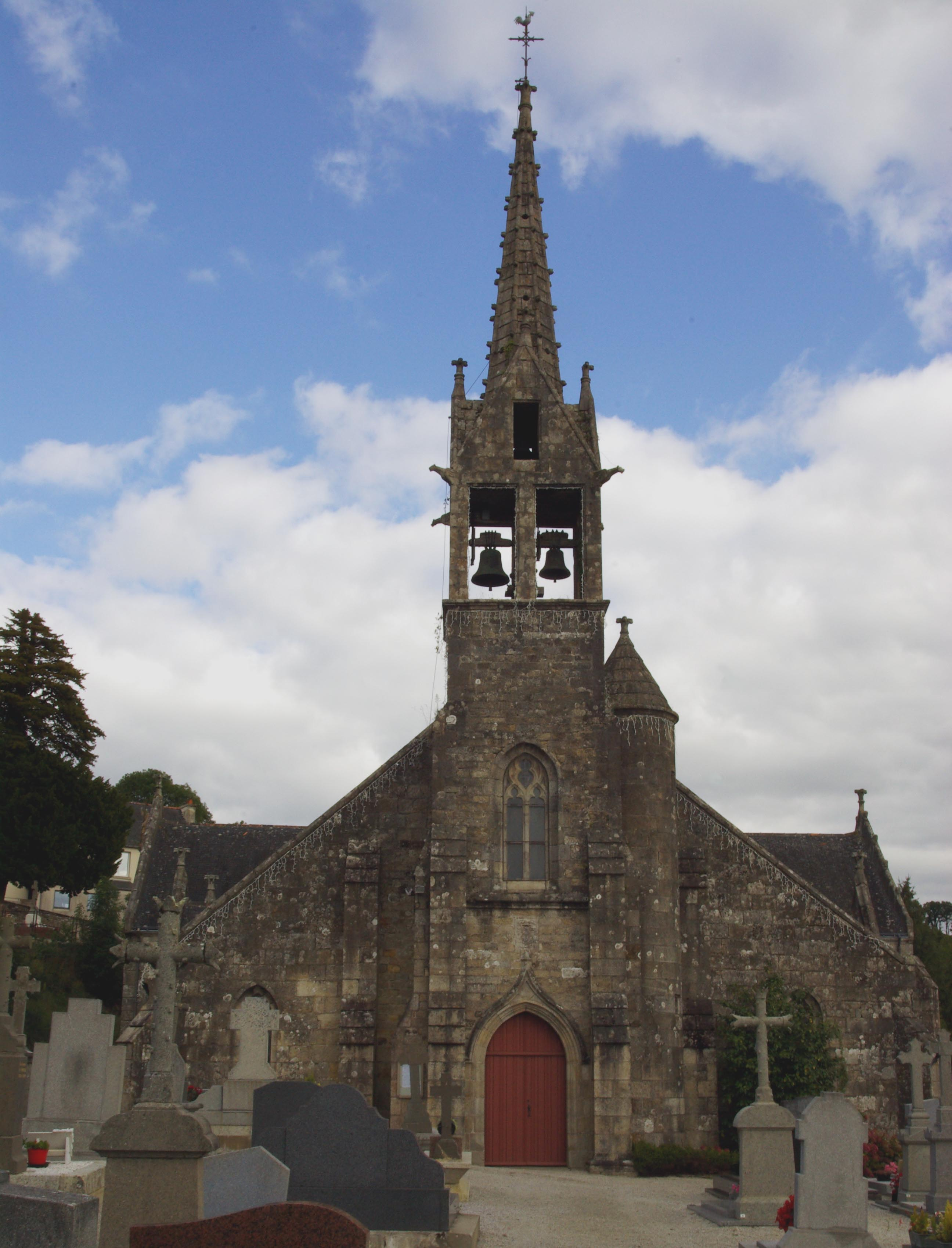
Церковь Сен-Эрнен
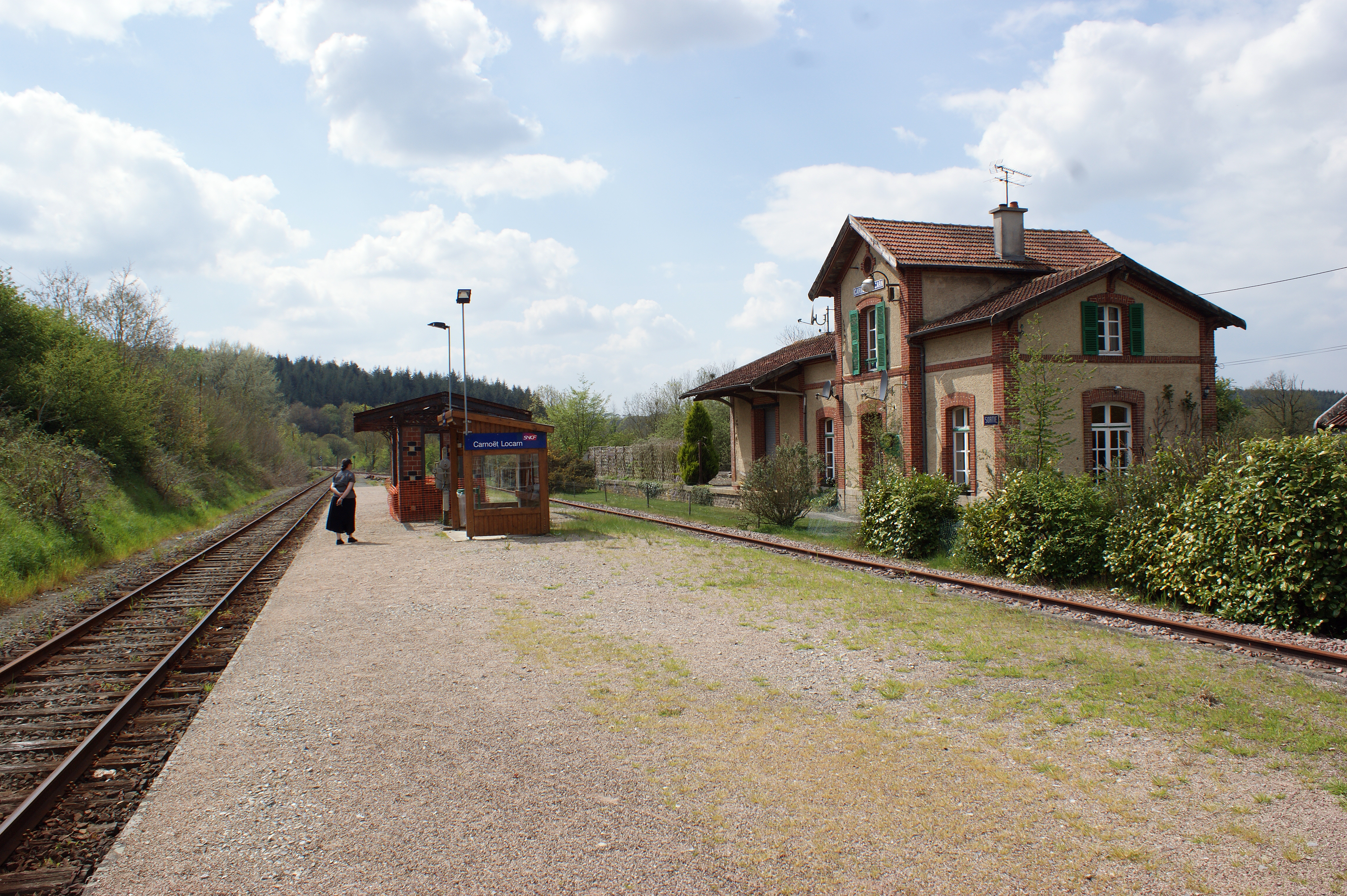
Вокзал
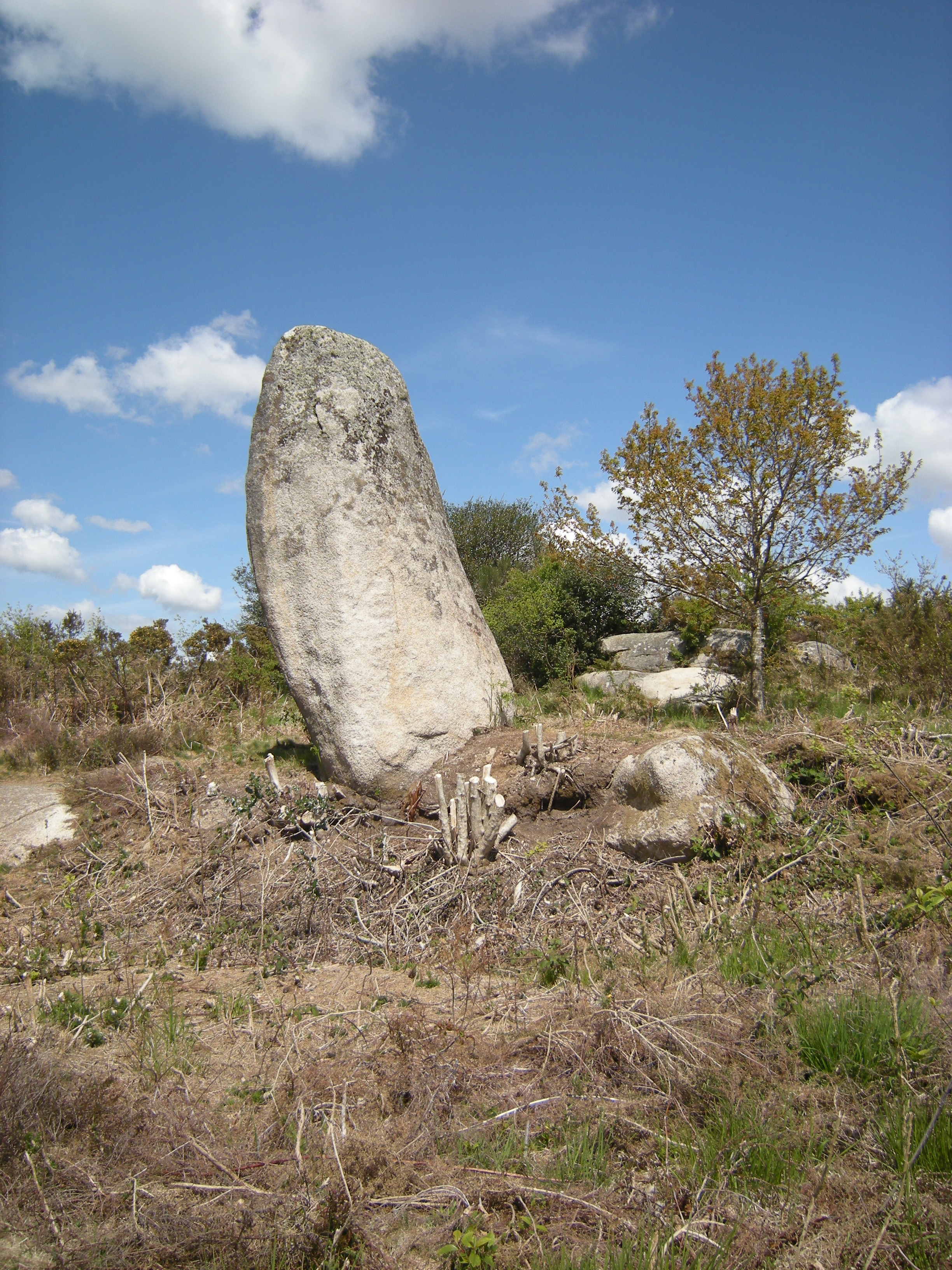
Менгир Келленек